# Микрокастро (дем Горуша)
Вижте пояснителната страница за други значения на Микрокастро.
Микрокастро или Черушино (гръцки: Μικρόκαστρο, катаревуса: Μικρόκαστρον, Микрокастрон, до 1927 година Τσιρούσινον, Цирусинон) е село в Република Гърция, дем Горуша (Войо), област Западна Македония.

## География
Микрокастро е разположено на 660 m надморска височина, в югозападното подножие на планината Синяк (Аскио) на 3 km западно от Сятища. В селото се намира Микрокастренският манастир „Свето Успение Богородично“.

## История

### Етимология
Черушино има българска етимология, от „череша“. Втора възможност според гръцки източници е Царушино, да идва от „цар“.

### В Османската империя
Селото се споменава в Завордската кондика за периода 1534 – 1692 година с 20 записа, като Чарушино (Τσιαρούσινο) а за периода след 1692 година само три записа като Черушино (Τζερούσινο). Също така се споменава в списъка на селата на митрополията през 1797 година като Чирушинон (Τζηρούσινον). В други ръкописни източници се среща като като: Чарушинон (Τσαρούσινον), Чярушинон (Τσιαρούσινον), Черушинон (Τσερούσιον), Чирушинон (Τσιρούσιον).
В XIX век Черушино е чисто гръцко село в казата Населица в Серфидженския санджак на Османската империя. Александър Синве („Les Grecs de l’Empire Ottoman. Etude Statistique et Ethnographique“) в 1878 година пише, че в Туруснон (Tourousnon), Сисанийска епархия, живеят 300 гърци. Според статистиката на Васил Кънчов („Македония. Етнография и статистика“) в 1900 година Черушница има 260 жители гърци християни.
На Етнографската карта на Битолския вилает на Картографския институт в София от 1901 година Чернишево е чисто гръцко село в казата Населица на Серфидженския санджак с 48 къщи.
Според статистика на Серфидженския санджак на гръцкото консулство в Еласона от 1904 година в Цярусино (Τσιαρούσινο), Населишка каза, живеят 280 гърци елинофони християни.

### В Гърция
През Балканската война в 1912 година в селото влизат гръцки части и след Междусъюзническата в 1913 година Черушино остава в Гърция. В 1927 година името на селото е сменено на Микрокастро.
Населението традиционно се занимава със земеделие и със скотовъдство.
Енорийският храм „Свети Николай“ е обновен в 1936 година. В 1967 година емигранти в Австралия изграждат северно от селото църквата „Свети Илия“.
Край селото е църквичката „Свети Атанасий“. В нея се пази надпис от 1050 година „Тук се намира главата на отец Николай“ („Ενταύθα Κείται η κάρα Νικολάου Ιερέως“).
| Година    | 1913 | 1920 | 1928 | 1940 | 1951 | 1961 | 1971 | 1981 | 1991 | 2001 | 2011 | 2021 |
| --------- | ---- | ---- | ---- | ---- | ---- | ---- | ---- | ---- | ---- | ---- | ---- | ---- |
| Население | 278  | 343  | 377  | 457  | 535  | 538  | 506  | 527  | 519  | 479  | 420  | 340  |